# روبرت ر. كالدويل
روبرت ر. كالدويل (بالإنجليزية: Robert R. Caldwell)‏ هو عالم كونيات أمريكي، ولد في القرن العشرين.